# Rose (Doctor Who)
„Rose” este primul episod al noului serial britanic Doctor Who din 2005. Episodul a fost regizat de Keith Boak după un scenariu de Russell T Davies, ultimul fiind și producător executiv alături de Julie Gardner și Mal Young. A avut premiera TV în Marea Britanie pe canalul BBC One la 26 martie 2005. "Rose" este primul episod TV Doctor Who după apariția filmului TV Doctor Who din 1996. Christopher Eccleston este al nouălea doctor, iar Billie Piper este Rose Tyler, companioana doctorului.
Scenariul episodului implică întâlnirea Rosei Tyler cu Doctorul, un extraterestru Lord al timpului - care călătorește prin timp. Prima oară îl întâlnește în magazinul în care lucrează în timp ce este atacată de Autoni - ființe din plastic viu care pun în mișcare manechinele din magazin. Rose și doctorul descoperă și dejoacă un complot al Conștiinței Nestene, un extraterestru care voia să preia controlul Pământului cu ajutorul plasticului viu, apoi Rose acceptă oferta doctorului de a călători prin timp și spațiu  cu TARDISul, o mașină a timpului.

## Legături externe
- Wikia are un wiki despre: TARDIS Data Core
- BBC Doctor Who Homepage
- "Rose" la Doctor Who: A Brief History Of Time (Travel)
- "Rose" la Doctor Who Reference Guide
- "Rose" la TV.com
- Doctor Who Confidential — Episode 1: Bringing Back the Doctor
- „Rose” la Internet Movie Database

### Recenzii
- "Rose"  - recenzii la Outpost Gallifrey
- "Rose"  - recenzii la The Doctor Who Ratings Guide